# Nacaduba pactolus
Nacaduba pactolus är en fjärilsart som beskrevs av Felder 1860. Nacaduba pactolus ingår i släktet Nacaduba och familjen juvelvingar. Inga underarter finns listade i Catalogue of Life.

## Bildgalleri

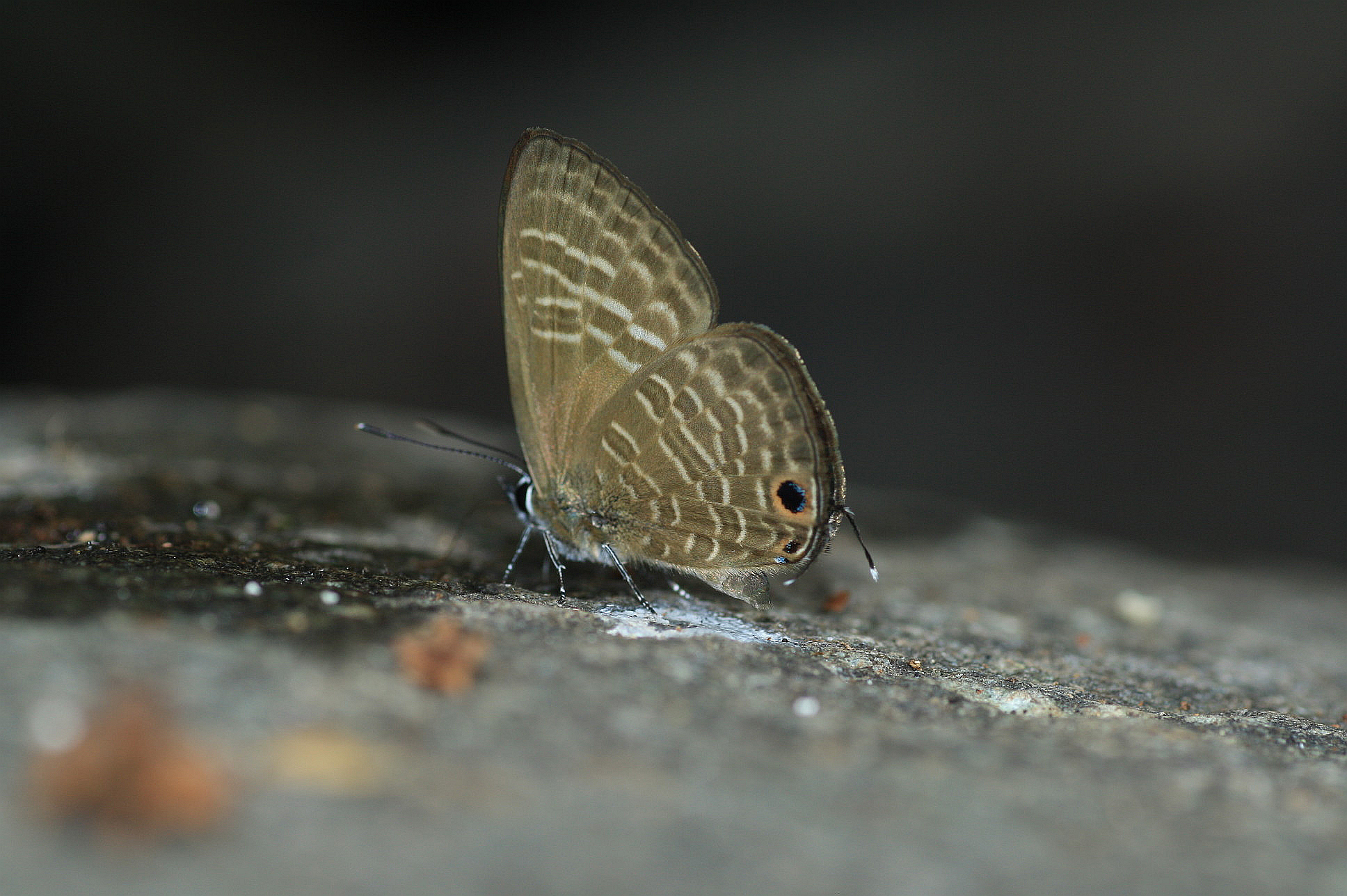
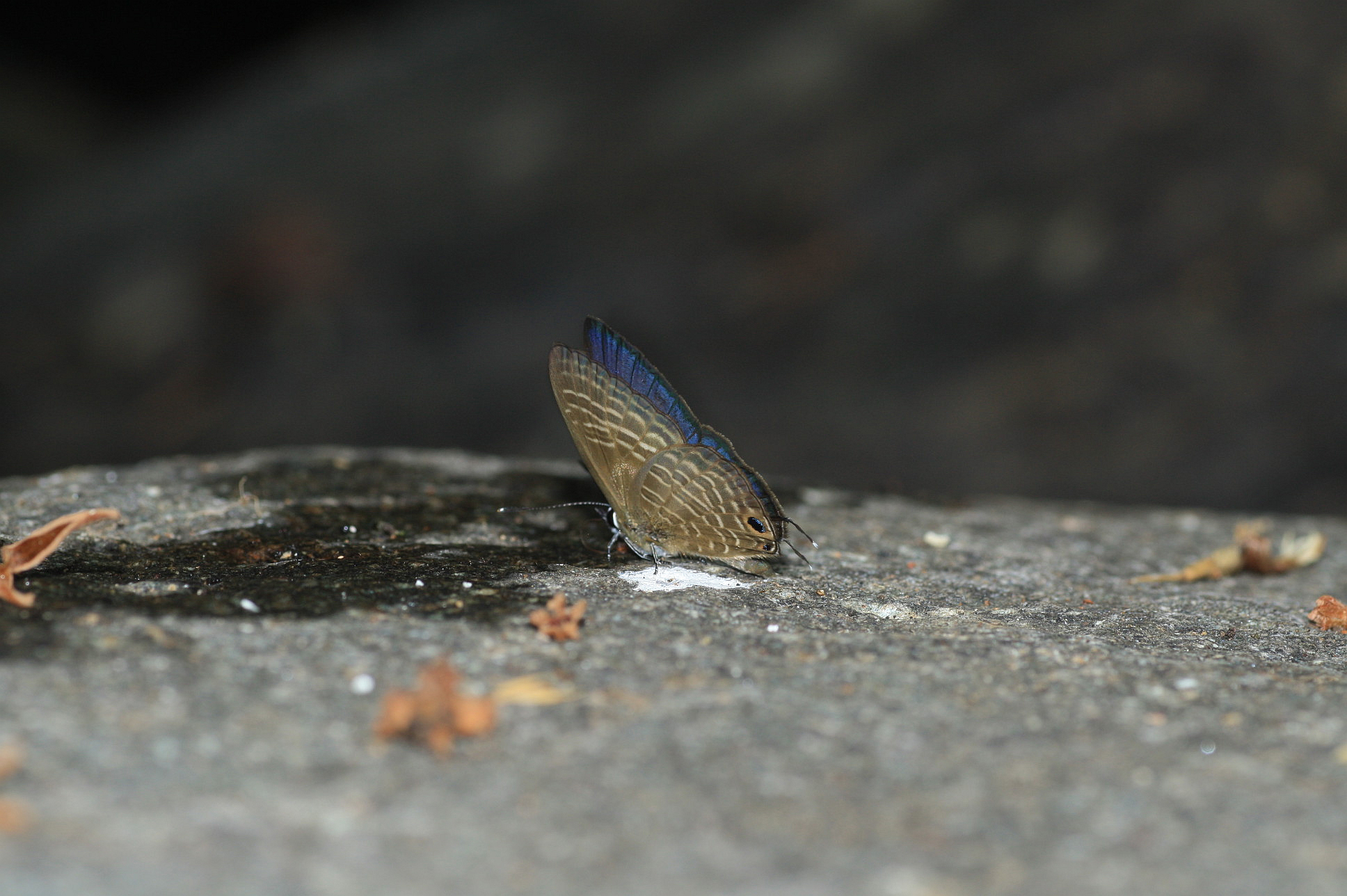